# تآصل الأكسجين
هناك عدة متآصلات للأكسجين في الطبيعة. يعد الأكسجين الجزيئي (ثنائي الأكسجين O2) أشهر تلك المتآصلات، إذ يوجد بكميات كبيرة نسبياً في الغلاف الجوي للأرض.
من المتآصلات المعروفة أيضاً غاز الأوزون O3، والذي يشكّل طبقة الأوزون، التي تحمي الكرة الأرضية من الإشعاعات الكونية.
يوجد متآصلات أخرى غير واسعة الانتشار للأكسجين مثل الأكسجين الذرّي (O1) ورباعي الأكسجين (O4)، بالإضافة إلى الأكسجين الصلب بأشكاله المتعددة.

## الأكسجين الذري
يكون الأكسجين الذري، والذي يرمز له O(3P), O(3P) or O((3)P)، ذو نشاط كيميائي كبير، إذ تميل ذرة الأكسجين إلى الارتباط فوراً بالأنواع الكيميائية المجاورة من ذرات أو جزيئات. لا يوجد هذا النوع من الأكسجين بشكل طبيعي على الأرض، ولكنه يوجد في الفضاء الخارجي، وذلك لوجود فائض من الأشعة فوق البنفسجية في المدار الأرضي المنخفض، فيعطي جواً يكون الأكسجين فيه بنسبة 96% على هيئة أكسجين ذرّي.

## رباعي الأكسجين
رباعي الأكسجين هو جزيء افتراضي له الصيغة O4، وعرف أيضاً باسم أكسازون. اقترحت صيغة هذا الجزيء لأول مرة سنة 1924 من قبل جيلبرت نيوتن لويس والذي قدمه كتفسير لعدم مقدرة الأكسجين السائل على الخضوع لقانون كوري.. اتضح في الوقت الراهن أن تلك الصيغة من متآصلات الأكسجين غير موجودة فعلياً، إذ أن المحاكاة الحاسوبية تشير إلى أن الجزيء O4 غير مستقر، إلا أن جزيئات الأكسجين O2 تميل إلى أن تترافق على هيئة أزواج في الأكسجين السائل. يحدث هذا الترافق على شكل أزواج في الأكسجين السائل بحيث أن اللف المغزلي يكون مضاد للتوازي antiparallel، مشكّلاً وحدات من O4 بشكل مؤقت.
ظن الباحثون سنة 1999 أن الأكسجين الصلب يوجد في طور ε عند ضغوط تتجاوز 10 غيغاباسكال على هيئة O4، إلا أن ذلك الافتراض فنّد سنة 2006 وذلك باستخدام تقنية دراسة البلورات بالأشعة السينية، إذ تبين أن المادة التي عرفت باسم ε-أكسجين أو الأكسجين الأحمر ما هي إلا جزيئات من O8 على هيئة أكسجين صلب.
على الرغم من ذلك، فقد تم التمكن من التحقق من وجود رباعي الأكسجين على شكل نوع كيميائي قصير العمر في تجارب مطيافية الكتلة، ولكن تحت الفراغ وفي الطور الغازي فقط.

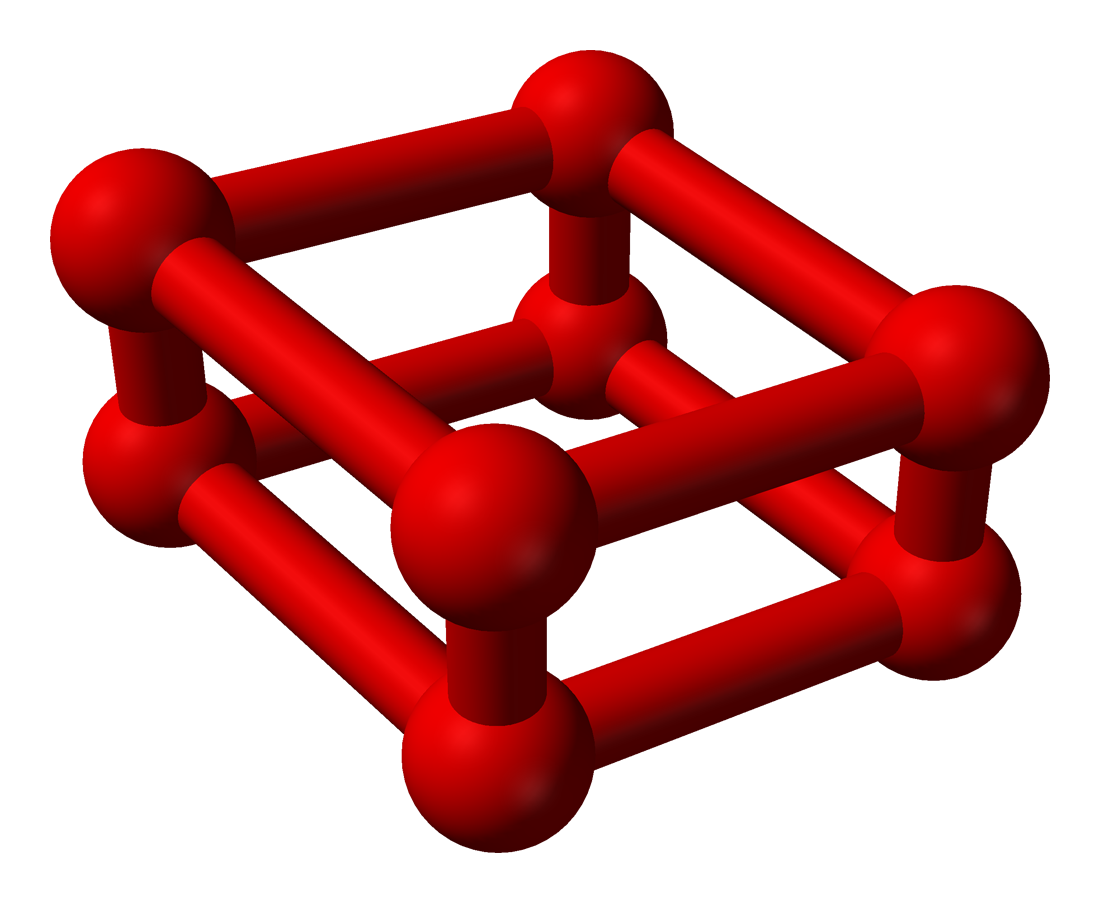
نموذج الارتباط في ثماني الأكسجين

| بنى افتراضية لرباعي الأكسجين O4. |          |
|                                  |          |
| بنية D2d                         | بنية D3h |

## أطوار الأكسجين الصلب
هناك سنة أنواع معروفة ومميزة من الأكسجين الصلب، أحدها يكون على شكل تجمع عنقودي من الأكسجين الثماني O8.
عند تطبيق ضغوط مرتفعة جداً (حوالي 100 غيغاباسكال) يصبح الأكسجين فلزياً وذلك بأسلوب مشابه لما هو عليه الحال مع الهيدروجين.